# Tarka könyvek
A Tarka könyvek a II. világháború után, 1946-47-ben a budapesti Hungária Nyomda kalandregény sorozata volt, amelynek keretében légiós és vadnyugati kisregények jelentek meg 32 oldal terjedelemben.
A sorozat kőr alakú emblémája közepén cowboy-kalapos vagy kepit viselő férfi arc árnykép, körfelirata a sorozatcím: TARKA KÖNYVEK. Másik körben fehér alapon oldalszám és ár: 32 old. Ára: 80 fill.

## Egyéb jellemzői
A kötetek néha megtévesztő álnévvel kerültek kiadásra. Egyes köteteknél viszont a borító kialakítása megtévesztő, és a Kaland Könyvkiadó légiós sorozatára emlékeztet az elrendezése: körív alatt elhelyezett rajz, felül kockás helyett pöttyös hátterű borítóval jelentek meg.

## A sorozat kötetei
(A lista év, azon belül cím szerint készült.)
Légiós regények:
- Classima:[1] A 16-os erőd rejtélye, 1946
- Classima: Kaland a légióban, 1946
- Classima: A kockás füzet titka, 1946
- Classima: A légió ördöge, 1946
- Classima: Pettyes remekel, 1946
- Classima: Pierre bajban van,[2] 1946
- Classima: A sivatag hősei, 1946

Vadnyugati regények:
- (Benedek Ernő) E. G. Benfors: Big Bill a villámöklű, 1946
- (Benedek Ernő)? B. Lint: A cowboyok démona, 1946
- (Bak Béla Sándor) Garry Tex: Az éjféli lovas, 1946, 16 oldal?
- (Nagy Dániel) A. G. Murphy: Az ellopott sheriff, 1946
- (Bak Béla Sándor) Garry Tex: A vörös farkas, 1946
- (Komáromi Zoltán) Z. I. Maxbell: Clark nem hagyja magát, 1946
- (Komáromi Zoltán) Z. I. Maxbell: A kilencedik golyó, 1946
- L. Bower: Kopogó kísértet,[3] 1946
- (Frederick Schiller Faust) Max Brand: Koponyavadászok szövetsége, 1947
- C. Rommy: Pontban éjfélkor, 1947
- Bob Hart: A rézbőrű kincse, 1947